# Karekin I. (Katholikos von Kilikien)

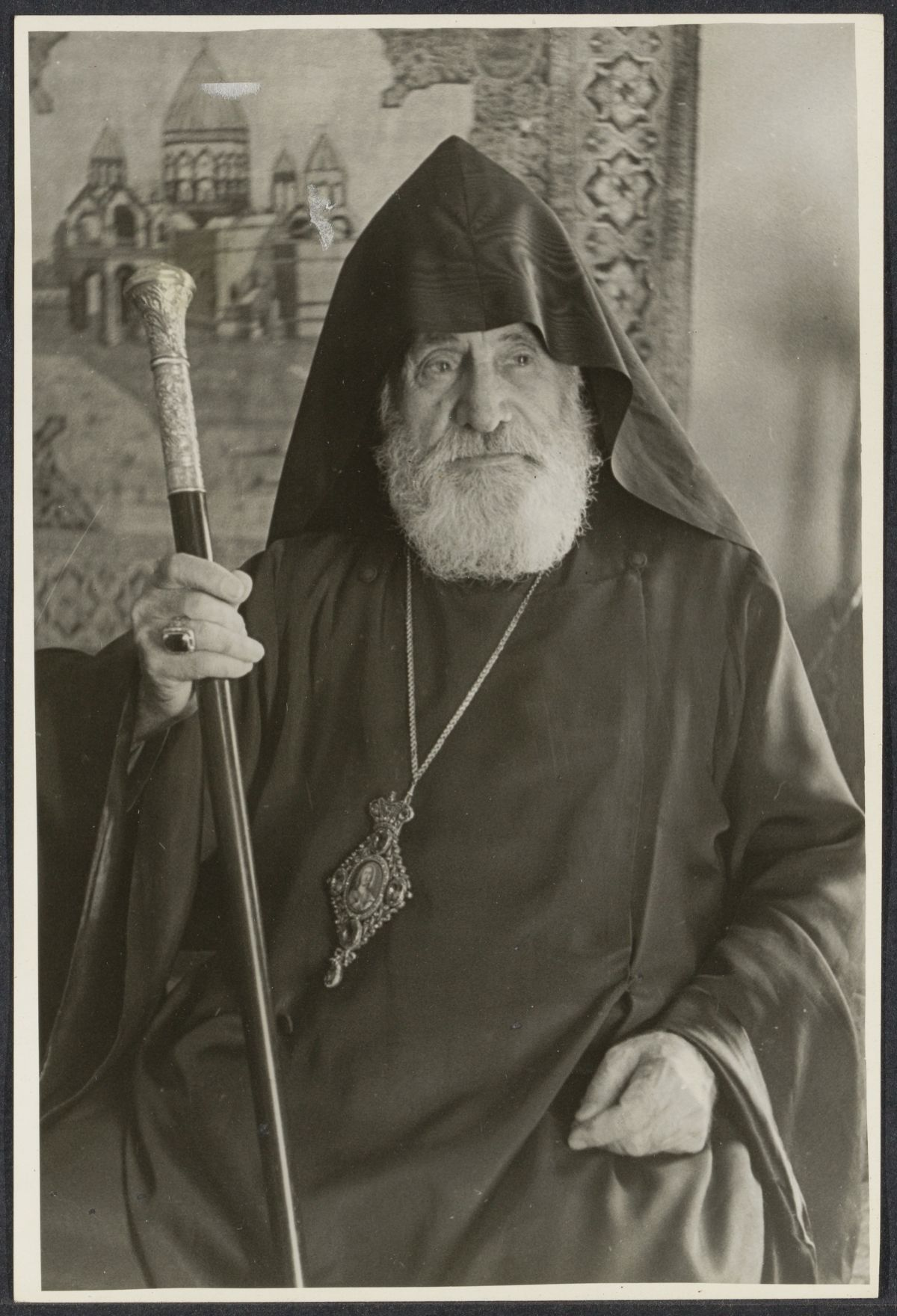
Karekin I.

Karekin I. (Howsepian, Garegin Owsepian, armenisch Գարեգին Ա. Յովսեփեան, * 17. Dezember 1867 in Bergkarabach; † 21. Juni 1952 in Antelias) war von 1943 bis 1952 „Katholikos des Großen Hauses von Kilikien“ der Armenischen Apostolischen Kirche.

## Leben
1878 wurde er im Seminar der armenischen Diözese von Schuschi aufgenommen. Zwei Jahre später musste Karekin aus finanziellen Gründen wieder in die Dorfschule zurückkehren. 1882 besuchte er mit Unterstützung von Verwandten die Geworg-Akademie in Etschmiadsin. 1888 wurde er als Diakon in die Bruderschaft von Etschmiadsin aufgenommen. 1892–1897 führte er seine Studien in Deutschland fort in Leipzig, Halle und Berlin. 1897 wurde er in Leipzig zum Dr. phil. promoviert. Im selben Jahr erhielt er in Etschmiadsin die Priesterweihe. 1899 wurde er zum Generalvikar von Tiflis ernannt. 1902 bis 1904 war er Schuldirektor in Jerewan. 1905 wurde er Rektor des Priesterseminars in Etschmiadsin. 1911 forschte er in der Handschriftensammlung des armenischen Hl. Jakobsklosters in Jerusalem. 1917 wurde er zum Bischof von Jerewan geweiht. 1918 nahm er an den Abwehrschlachten gegen die türkische Invasionsarmee von Bach-Aparan, Sardarabad und Karakilisse teil. 1920 bekleidete Karekin den Lehrstuhl für armenische Kunst und Archäologie an der Staatsuniversität von Jerewan. 1927 wurde Bischof Karekin zum Prälaten der armenisch-apostolischen Diözese von Russland, der Krim und Neu-Nachitschewan gewählt. 1934 bereiste er den Mittleren Osten, Europa und die Vereinigten Staaten. In den USA wirkte er schließlich als Primas der armenisch-apostolischen Kirche.
Ab 1943 amtierte er als gewählter armenisch-apostolischer Katholikos von Kilikien, konnte aber kriegsbedingt erst 1945 nach Antelias (Libanon) gelangen. Am 8. April 1945 wurde er in Antelias zum Katholikos ordiniert. Er bemühte sich vor allem um das dortige Priesterseminar und die Versorgung der Diasporapfarreien in aller Welt mit Priestern. 1945 stand er in Etschmiadsin (Sowjetarmenien) der Weihe des dort nach langer Sedisvakanz mit Stalins Erlaubnis gewählten Katholikos Geworg VI. vor. Der Kalte Krieg ließ dann bald auch die Beziehungen zwischen beiden armenischen Katholikaten frostig werden.

## Verdienste
Unter Karekin I. erhielt die Priesterausbildung hohe Aufmerksamkeit. Die Zahl von Seminaristen wuchs unter Karekin stark an. Ein neues Priesterseminar wurde in Bikfaya (Libanon) gegründet. Die Versorgung der Diaspora mit Priestern verbesserte sich dadurch. Karekin intensivierte die Beziehungen zu nahöstlichen Regierungen wie auch mit anderen christlichen Kirchen. 1947 unterstützte er die Repatriierung von Armeniern nach Sowjetarmenien.

## Werke
- Garegin Owsepian: Die Entstehungsgeschichte des Monotheletismus nach ihren Quellen geprüft und dargestellt, Diss. phil. Leipzig 1897.
- Garegin Catholicos: Handschriften-Kolophone 1. Vom 5. Jh. bis 1250 (armenisch). Antelias 1951.